# Обідза (гміна Лонцько)
Обідза (пол. Obidza) — село в Польщі, у гміні Лонцько Новосондецького повіту Малопольського воєводства.
Населення — 1483 особи (2011).
У 1975-1998 роках село належало до Новосондецького воєводства.

## Демографія
Демографічна структура станом на 31 березня 2011 року:
|          | Загалом | Допрацездатний вік | Працездатний вік | Постпрацездатний вік |
| -------- | ------- | ------------------ | ---------------- | -------------------- |
| Чоловіки | 790     | 205                | 509              | 76                   |
| Жінки    | 693     | 185                | 388              | 120                  |
| Разом    | 1483    | 390                | 897              | 196                  |